# Daninghe-Brücke
Die Daninghe-Brücke (chinesisch 大宁河大桥, Dà níng hé dàqiáo) steht nördlich des Ortes Wushan in der regierungsunmittelbaren Stadt Chongqing in der Volksrepublik China. Sie führt die Autobahn Shanghai–Chengdu G42 über die Schlucht des Flusses Daning, einem Seitental der Drei Schluchten des Jangtsekiang. Dessen Aufstau durch die Drei-Schluchten-Talsperre wirkt auch weit in das Tal des Daning hinein, dessen Wasserspiegel dadurch um bis zu 90 m gestiegen ist. Die Brücke steht daher rund 130 m über dem höchsten Wasserstand.
Die 670 m lange und 24,5 m breite Bogenbrücke hat einen leuchtend roten, stählernen, 400 m weiten Fachwerkbogen mit einer gleichbleibenden Bauhöhe von 10 m. Seine drei Bogenrippen haben einen oberen und einen unteren Gurt aus 1,5 m hohen und 1,0 m breiten Hohlkästen, die durch etwas schlankere Pfosten, Streben und Querverbände miteinander verbunden und versteift sind.
Der Fahrbahnträger wird von jeweils drei schlanken, weißen Stahlstützen getragen, die im Abstand von 27 m auf den Bogenrippen stehen. Der Fahrbahnträger selbst ist eine Verbundkonstruktion aus 1,7 m hohen Längsträgern und einer Stahlbetonplatte aus Fertigteilen.
Die Brücke wurde im Freivorbau von beiden Seiten aus errichtet, wobei eine Kabelkran auf Hilfspylonen die einzelnen Elemente zu ihrem Einbauplatz schaffte und der wachsende Bogen rückwärts abgespannt wurde.